# Владимир Янев
Владимир Янев (26 січня 1950, Пловдив, Болгарія — 16 червня 2024, там само) — болгарський вчений, літературознавець, історик, есеїст, поет і письменник.

## Біографія
Владимир Янев народився 26 січня 1950 в місті Пловдив. Закінчив Вищу школу «Ліляна Димитрова» (нині «Св. Патріарха Євтимія») у своєму рідному місті і болгарську філологію в Софійському університеті «Святого Климента Охридського» в 1972. Викладач болгарської мови і літератури в Неделино, Златограді, Пловдиві. З 1981 викладає в Пловдивському університеті "Паїсія Хілендарського". Протягом 1995/1999 навчальних років — викладач болгарської літератури в Петербурзькому університеті. Захистив докторську дисертацію: «Поезія Миколи Марангозова в контексті болгарської літератури». Доцент кафедри болгарської літератури та теорії літератури на філософському факультеті Пловдивського університету "Паїсія Хілендарського". 
Член Спілки болгарських письменників та болгарського ПЕН-клубу. 

### Літературознавчі книги та навчальні посібники
- „Живея и препрочитам“ (1990);
- „Признати и непознати“ (1999);
- „Христо Смирненски. Маскарадът и празникът“ (2000; II осн. прер. изд. – 2008);
- „С вас, седмокласници, да прочетем заедно“ (2002);
- „Кратки бележки върху българския литературен авангардизъм (с особен оглед към експресионизма)“ (2002);
- „Българска литература след Първата световна война“ (2002);
- „Литературният Пловдив от XIX век до наши дни“ (2008);
- „Въвеждане на безпределното“ (2009).

### Нариси та публіцистика
- „Цигулката на Енгр. Строшени огледала“ (2000, 2006 – 3 фрагментарни новели и 3 поеми, спектакъл по нея „Скоростта на мрака“ в студентския театър „Алма алтер“ – София, реж. Николай Георгиев);
- „Съдържания. Разкази и още нещо“ (2000);
- „Втора цигулка. Строшени херми“ (2007);
- „Живият разказвач Николай Хайтов“ (2008);
- в съавторство с Иван Митев: „При Златната река. Думи за Георги Богданов“ (2008).

### Двомовні книги поезії
- „Приписки по свещени камъни. Петербургска поема. / Приписки на священных камнях. Петербургская поэма“ (1999)
- „Петербургски стихове. / Петербургские стихи“ (1999).

### Книги для юних читачів
- „Чудо не, ами чудо. Приказки за вълшебства“ (1994);
- „Анекдоти и истории за Древна Гърция“ (1994, 2 изд. – 2010);
- „История на световната литература, разказана за деца и юноши“ (1994 – т.1; 2003 – т.2);
- „Световната литература, разказана за деца и юноши“ (2006 – т.I).

### Спогади
- „Ние сме за „Локо“ Пловдив“ (2001) [2]
- „Големия/т/ Хълм. Казармени истории“ (2004)
- „Живи души. Енциклопедична поема в първо лице за множествени числа“ (2006; 2007)